# فراخوانی متد راه دور جاوا

مدلی که پیاده‌سازی فراخوانی متد راه دور جاوا با استفاده از اشیای استاب و اسکلتون را نمایش می‌دهد.

فراخوانی متد راه دور جاوا (به انگلیسی: Java Remote Method Invocation) یک رابط برنامه‌نویسی نرم‌افزار (API) برای جاوا است که معادل شی‌گرای تماس‌های رویه راه دور (Remote Procedure Calls - RPC) را صورت می‌دهد.
1. پیاده‌سازی اصلی بر سازوکارهای نمایش کلاس در ماشین مجازی جاوا وابسته است و بنابراین تنها تماس از یک ماشین مجازی جاوا به دیگری را پشتیبانی می‌کند. پروتکلی که این پیاده‌سازی تنهاجاوا را پایه‌گذاری می‌کند به پروتکل متد راه دور جاوا معروف است (JRMP).
2. بعدتر به‌منظور پشتیبانی از کدی که در یک زمینهٔ غیر ماشین مجازی جاوا اجرا (Non-JVM) می‌شود، یک نسخهٔ CORBA توسعه یافت.

کاربرد واژهٔ RMI به تنهایی می‌تواند بیانگر رابط کاربری باشد یا بر هر دوی API و JRMP دلالت داشته باشد، در حالی که واژهٔ RMI-IIOP می‌تواند به اعطای بیشتر کارایی‌های رابط RMI به پشتیبان پیاده‌سازی CORBA اشاره داشته باشد.
برنامه‌نویسان رابط برنامه‌نویسی نرم‌افزار RMI کد را بگونه‌ای کلیت می‌دهند تا پیاده‌سازی‌های مختلف همچون انتقال HTTP را هم پشتیبانی کند. بعلاوه توانایی گذردهی آرگومان‌ها «با مقدار» به‌منظور پشتیبانی از رابط RMI به CORBA افزوده شد. با این حال هنوز پیاده‌سازی‌های RMI-IIOP و JRMP رابط‌های کاملاً مشابه ندارند.
کارایی RMI در بستهٔ java.rmi می‌آید در حالی که بیشتر پیاده‌سازی سان در بستهٔ sun.rmi قرار گرفته است. توجه داشته باشید که با نسخه‌های جاوا پیش از جاوا ۵٫۰ توسعه‌دهندگان باید استاب‌های RMI را در مرحلهٔ کامپایل‌سازی جداگانه با استفاده از rmic صورت می‌دادند. نسخهٔ ۵٫۰ و نسخه‌های بعدتر جاوا دیگر به این مرحله نیازی ندارند.
جینی نسخهٔ پیشرفته‌تری از RMI را در جاوا ارائه می‌کند. این نسخه به‌طور مشابه عمل می‌کند هرچند قابلیت‌های جستجو و سازوکارهای پیشرفته‌تری برای اشیای اپلیکیشن‌های توزیع‌شده ارائه می‌دهد.